# Valamugil engeli
Valamugil engeli är en fiskart som först beskrevs av Bleeker, 1858-59.  Valamugil engeli ingår i släktet Valamugil och familjen multfiskar. Inga underarter finns listade i Catalogue of Life.